# 足利義俊
足利 義俊（あしかが よしとし、寛政7年（1795年） - 明治9年（1876年）3月14日）は、江戸時代後期から幕末の京都の浪人。足利義根の末弟・足利義恭の子。のちに義根の養子。平島公方当主。幼名は久丸。通称は中務。兄は平島義寛。子は義孝。

## 生涯
安政3年（1856年）頃作成といわれる『系図纂要』では、父の没年（文政9年《1826年》没）はあるが、本人はもとより兄および甥（義寛の子）の没年の記載がない。
江戸時代末期までは、平島公方家には紀州藩から毎年200両の援助があった。しかし、御一新後、その額が減らされることになり、ほかに天龍寺、相国寺、等持院、金閣寺の4か寺に先祖の由緒を頼みに援助を受けていたが、それも廃止となった。ただし、明治30年（1897年）頃まで紀州徳川家から公方家への援助は続いた。
明治4年（1871年）に阿波公方家の華族復帰運動をしているが失敗し、葛野郡下山田村（現在京都市西京区）にて帰農とある。